# KamAZ-65225
Der KamAZ-65225 (russisch КамАЗ-65225) ist ein Lastwagen aus der Produktion des KAMAZ-Werks in Nabereschnyje Tschelny. Die schwere Sattelzugmaschine mit Allradantrieb ist für den Transport großer Lasten in unwegsamen Gelände konzipiert und wurde 2004 vom Hersteller vorgestellt. Sie baut auf dem Fahrgestell des KamAZ-6522 auf. Für den reinen Straßenbetrieb bietet der Hersteller den KamAZ-6460 ohne Allradantrieb an.

## Fahrzeugbeschreibung

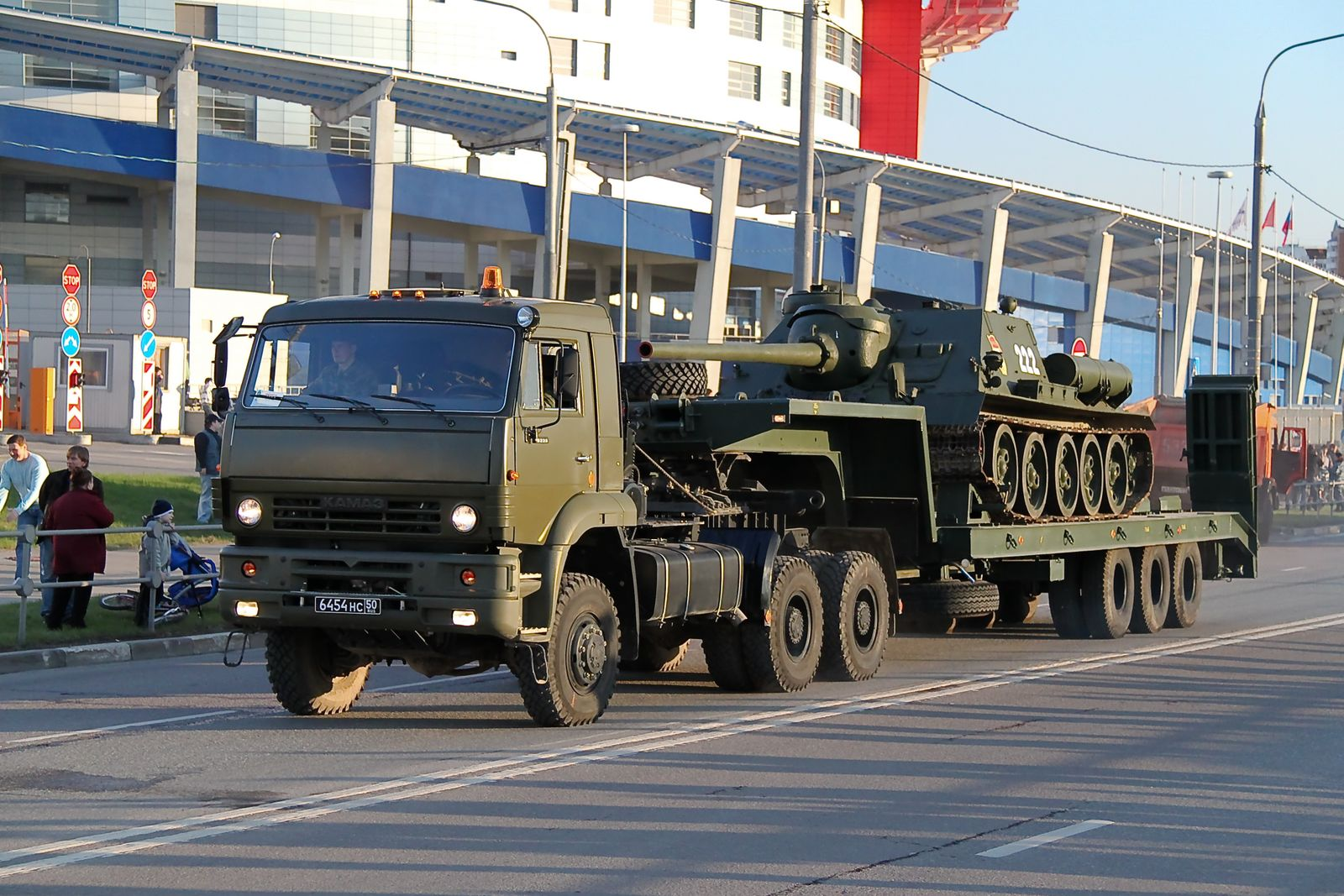
KamAZ-65225 der russischen Armee in Moskau mit Doppelbereifung. Auf dem Auflieger ein Panzer vom Typ SU-85 (2010)

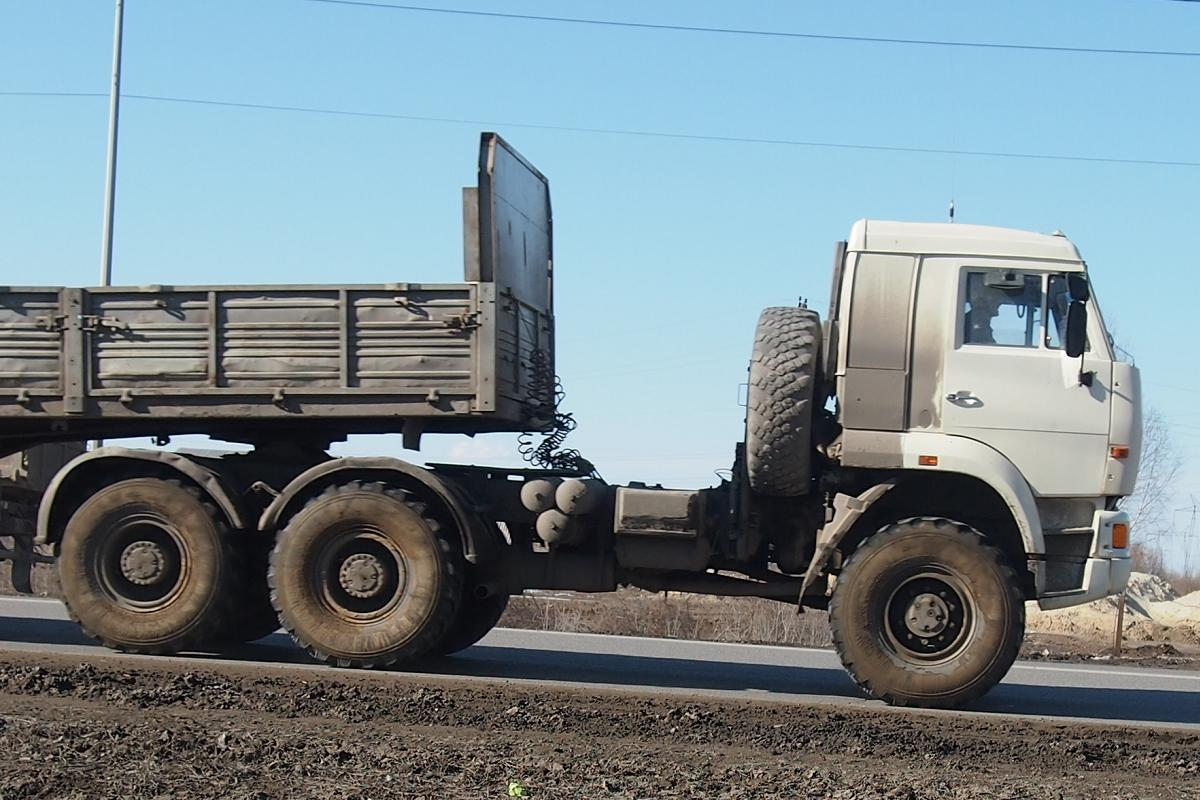
Seitenansicht eines KamAZ-65225 mit Einzelbereifung (2014)

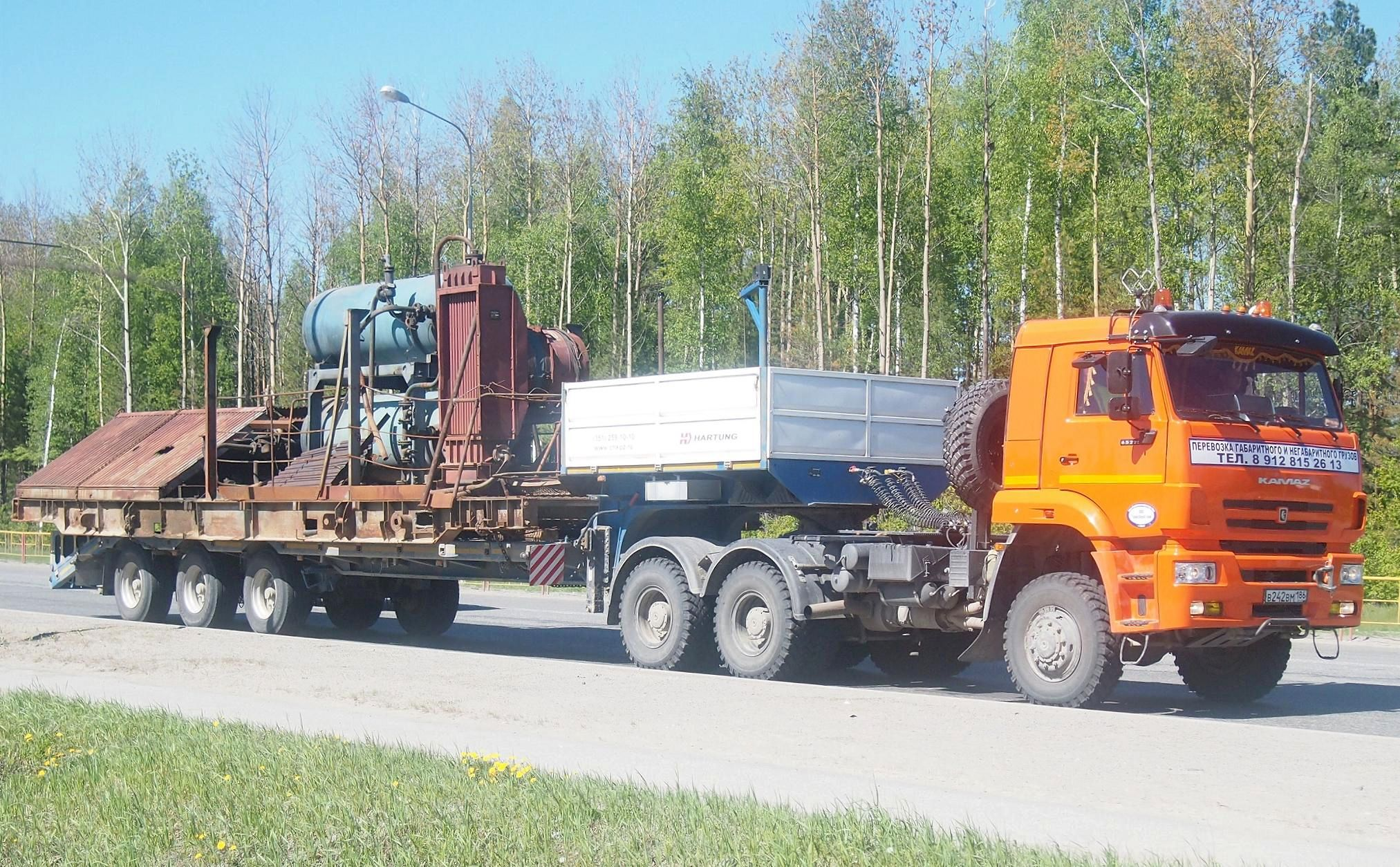
KamAZ-65225 im zivilen Einsatz (2015)

Im Jahr 2004 wurde von KAMAZ auf einer technischen Messe in Moskau eine neue Sattelzugmaschine unter der Typenbezeichnung KamAZ-65225 vorgestellt. Wann exakt die Serienproduktion begann ist nicht klar. Spätestens Ende 2005 wurde das Fahrzeug jedoch offiziell angeboten. Es basiert auf dem Fahrgestell des Kippers KamAZ-6522 und verwendet mit Stand 2016 auch den gleichen Motor.
Der KamAZ-65225 ist in der Lage, Auflieger mit einem Gesamtgewicht von 64 Tonnen zu ziehen. Das entspricht einem Gesamtgewicht des Sattelzugs von knapp über 75 Tonnen. Dabei wurde sowohl straßen- als auch geländetaugliche Bereifung montiert. Für Einsätze abseits befestigter Wege gibt es große Einzelbereifung an allen Achsen, alternativ Doppelbereifung an beiden Hinterachsen. Mit Stand 2016 wird serienmäßig nur noch die Version mit Straßenbereifung angeboten.
Als Antrieb für die Sattelzugmaschine kommt ein Motor aus hauseigener Produktion von KAMAZ zum Einsatz. Das Dieseltriebwerk mit knapp zwölf Litern Hubraum und acht Zylindern leistet 400 PS (294 kW). Das maximale Drehmoment liegt bei etwa 1800 Newtonmeter. Als Getriebe kommt ein Zulieferteil des deutschen Unternehmens ZF Friedrichshafen zum Einsatz. Es hat acht Gänge und eine Geländeuntersetzung, womit effektiv 16 Gänge zur Verfügung stehen. Geschaltet wird von Hand.
Auch bei den russischen Streitkräften kommt der Lastwagen zum Einsatz, unter anderem als Panzertransporter.

## Technische Daten
Die hier aufgeführten Daten gelten für Fahrzeuge vom Typ KamAZ-65225, wie sie der Hersteller Mitte 2016 mit der höchsten Motorisierung anbietet. Über die Bauzeit hinweg und aufgrund verschiedener Modifikationen an den Fahrzeugen können einzelne Werte leicht schwanken.
- Motor: Viertakt-V8-Dieselmotor
- Motortyp: KamAZ-740.632-400
- Leistung: 400 PS (294 kW)
- maximales Drehmoment: 1766 Nm
- Hubraum: 11,76 l
- Bohrung: 120 mm
- Hub: 130 mm
- Verdichtung: 16,8:1
- Abgasnorm: EURO 4
- Tankinhalt: 500 l
- Getriebe: manuelles Achtgang-Schaltgetriebe mit Geländeuntersetzung
- Getriebetyp: ZF 16S1820 von ZF Friedrichshafen
- Höchstgeschwindigkeit: 80 km/h
- Antriebsformel: 6×6
- Bordspannung: 24 V
- Lichtmaschine: 28 V, 2000 W
- Batterie: 2 × 190 Ah, 12 V, in Reihe verschaltet

Abmessungen und Gewichte
- Länge: 7300 mm
- Breite: 2500 mm
- Höhe: 3130 mm
- Radstand: 3600 + 1440 mm
- Bodenfreiheit: 308 mm
- Leergewicht: 11.285 kg
- Zuladung: 22.000 kg
- zulässiges Gesamtgewicht: 33.360 kg
- maximale Achslast vorne: 7500 kg
- maximale Achslast hinten (Doppelachse): 25.860 kg
- zulässiges Gesamtgewicht des Aufliegers: 64.000 kg
- zulässiges Gesamtgewicht des Zuges: 75.360 kg
- maximal befahrbare Steigung (voll beladen): 18 %